# Sampang (Gedang Sari)
Sampang is een bestuurslaag in het regentschap Gunung Kidul van de provincie Jogjakarta, Indonesië. Sampang telt 2687 inwoners (volkstelling 2010).